# John Dalli
John Dalli (5 maggio 1948) è un politico maltese, commissario europeo per la salute e la politica dei consumatori nella Commissione Barroso II dal 2010 al 2012.
In precedenza ha ricoperto vari incarichi come ministro nei governi maltesi dal 1987.
Dalli venne eletto per la prima volta alla Camera dei rappresentanti di Malta nel 1987 nelle liste del Partito Nazionalista e dopo di allora è stato rieletto per cinque volte consecutive (nel 1992, nel 1996, nel 1998, nel 2003 e nel 2008). È stato ministro dell'economia (1990-1992), ministro delle finanze (1992-1996, 1998-2004) e ministro degli esteri e della promozione degli investimenti (2004). È stato il più longevo ministro delle finanze nella storia di Malta e in quanto tale ha realizzato importanti riforme del sistema fiscale.
Nel 2004 Dalli si candidò per la leadership del Partito Nazionalista, ma venne sconfitto da Lawrence Gonzi. Nel governo guidato da quest'ultimo venne nominato ministro degli esteri e della promozione degli investimenti, ma rimase in carica solo tre mesi a causa di un'indagine che lo coinvolse. Quando l'indagine fu archiviata nel 2007 Dalli venne nominato consigliere personale del primo ministro. Dal 2008 fino alla nomina come commissario europeo nel febbraio 2009 Dalli è stato ministro delle politiche sociali di Malta.

## Commissario europeo
Il 16 ottobre 2012 Dalli si è dimesso dall'incarico di commissario europeo, in seguito a un'indagine dell'Ufficio europeo per la lotta antifrode (OLAF). L'indagine ha preso avvio da una segnalazione della società Swedish Match, secondo cui un imprenditore maltese avrebbe cercato vantaggi dalla società offrendo in cambio la sua possibilità di influenzare la legislazione europea tramite i suoi contatti personali con Dalli. L'indagine dell'OLAF ha concluso che Dalli era al corrente della vicenda, anche se l'imprenditore non ha ottenuto vantaggi dalla società svedese e non ha influenzato la legislazione europea. Dalli respinge le accuse. Il suo incarico di commissario europeo è stato assunto ad interim da Maroš Šefčovič e dal 28 novembre 2012 è stato assegnato al nuovo commissario europeo di Malta Tonio Borg. Dalli è il primo commissario europeo costretto a dimettersi individualmente dopo le dimissioni collegiali della Commissione Santer nel 1999.